# Chiesa cattolica in Cambogia

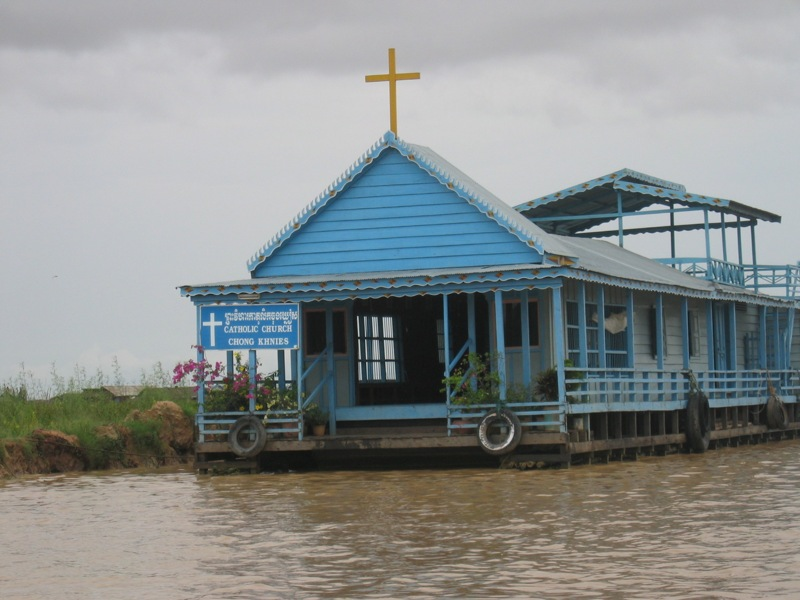
Una chiesa cambogiana sulle rive del lago Tonle Sap

La Chiesa cattolica in Cambogia è parte della Chiesa cattolica universale, sotto la guida spirituale del Papa e della Santa Sede.

## Storia
Il cattolicesimo in Cambogia fa la sua apparizione nella seconda metà del XVI secolo, quando alcuni missionari domenicani portoghesi raggiungono la regione ed iniziano ad annunciare il vangelo: tra questi si ricordano Gaspar da Cruz e Silvestro d'Azevedo. Quest'ultimo costruisce una chiesa e scrive un libro in lingua khmer sulla religione cristiana. Col XVII secolo numerosi cattolici in provenienza dal Giappone, dall'Indonesia e dal Siam accrescono il numero dei cristiani locali. Lo sviluppo del cattolicesimo cambogiano continua nel secolo successivo, ad opera soprattutto del prete francese Levavasseur, che scrive un libro di catechismo in khmer, redige un dizionario latino-cambogiano, fonda una congregazione religiosa femminile ed edifica diverse chiese; questo sviluppo però è frenato dalle continue guerre che la Cambogia sostiene contro Siam e Vietnam, che più volte invadono il Paese e deportano la popolazione locale, tra cui anche i cattolici.
Nel corso del XIX secolo il cattolicesimo in Cambogia è quasi completamente sradicato. Nel 1850 la Santa Sede erige il vicariato apostolico di Phnom Penh, comprensivo della parte meridionale del Vietnam, che prospera durante il periodo di protettorato francese sulla Cambogia; nel 1924 è eretto in prefettura apostolica. Nel 1957 è ordinato il primo sacerdote cambogiano. Nel 1968 Roma divide la prefettura apostolica di Phnom Penh in tre circoscrizioni ecclesiastiche, ossia: Phnom Penh, Battambang e Kompong Cham.
Nel 1970 in Cambogia si contavano 61.000 cattolici (per la maggior parte vietnamiti in fuga dalla guerra) e 64 presbiteri, di cui quattro cambogiani e gli altri stranieri (francesi e vietnamiti): tutti gli stranieri furono costretti a fuggire con l'inizio del regime di Pol Pot. Tra il 1975 ed il 1979, tutti i vescovi, i preti e le religiose cambogiane trovarono la morte, e la maggior parte delle chiese e cappelle cattoliche vennero distrutte. In questo periodo anche i cattolici di etnia degar (conosciuti in Occidente anche come "Montagnards") vennero perseguitati.
Nel 1983 la Santa Sede crea l'Ufficio per la promozione dell'apostolato tra i cambogiani (Bureau pour la Promotion de l'Apostolat parmi les Khmers), incaricato di seguire tutti i cambogiani, ovunque essi siano. Nell'aprile del 1990 il Comitato Centrale del Partito comunista autorizza l'apertura di una chiesa cristiana a Phnom Penh; in questo modo la comunità cattolica cambogiana ha potuto riprendere le sue attività, anche grazie al riconoscimento della libertà religiosa stabilito dalla nuova costituzione nel 1993. Nel 1994 sono state ristabilite le relazioni diplomatiche tra Cambogia e Santa Sede.

## Organizzazione territoriale
La Chiesa cattolica è presente sul territorio con un vicariato apostolico e due prefetture apostoliche:
- Vicariato apostolico di Phnom-Penh
- Prefettura apostolica di Battambang
- Prefettura apostolica di Kompong-Cham

L'episcopato cambogiano forma, insieme a quello del vicino Laos, la Conferenza episcopale del Laos e della Cambogia, il cui attuale presidente è Louis-Marie Ling Mangkhanekhoun, vicario apostolico di Vientiane.

## Statistiche
La seguente tabella riporta la somma dei dati riportati dall'Annuario Pontificio per ogni singola circoscrizione ecclesiastica della Cambogia.
| anno | popolazione | popolazione | popolazione | presbiteri | presbiteri | presbiteri | presbiteri                | diaconi | religiosi | religiosi | parrocchie |
| anno | battezzati  | totale      | %           | numero     | secolari   | regolari   | battezzati per presbitero | diaconi | uomini    | donne     | parrocchie |
| ---- | ----------- | ----------- | ----------- | ---------- | ---------- | ---------- | ------------------------- | ------- | --------- | --------- | ---------- |
| 2004 | 22.538      | 12.571.327  | 0,1         | 42         | 6          | 36         | 536                       |         | 47        | 72        | 36         |
| 2010 | 21.008      | 15.022.000  | 0,1         | 97         | 39         | 58         | 216                       |         | 88        | 101       | 46         |
| 2014 | 22.112      | 16.481.000  | 0,1         | 66         | 6          | 60         | 335                       |         | 102       | 115       | 58         |
| 2017 | 20.090      | 15.933.267  | 0,1         | 73         | 9          | 64         | 275                       |         | 108       | 134       | 63         |
| 2020 | 19.564      | 16.154.620  | 0,1         | 70         | 9          | 61         | 279                       |         | 90        | 144       | 63         |

## Nunziatura apostolica
La nunziatura apostolica della Cambogia è stata istituita il 25 marzo 1994 con il breve Ad aptius fovendas di papa Giovanni Paolo II.

### Nunzi apostolici
- Luigi Bressan (16 luglio 1994 - 25 marzo 1999 nominato arcivescovo di Trento)
- Adriano Bernardini (24 luglio 1999 - 26 aprile 2003 nominato nunzio apostolico in Argentina)
- Salvatore Pennacchio (20 settembre 2003 - 8 maggio 2010 nominato nunzio apostolico in India e Nepal)
- Giovanni d'Aniello (22 settembre 2010 - 10 febbraio 2012 nominato nunzio apostolico in Brasile)
- Paul Tschang In-nam (4 agosto 2012 - 16 luglio 2022 nominato nunzio apostolico nei Paesi Bassi)
- Peter Bryan Wells, dall'8 febbraio 2023

## Conferenza episcopale
La Cambogia non ha una Conferenza episcopale propria, ma l'episcopato cambogiano è parte della Conferenza episcopale del Laos e della Cambogia (Conférence Episcopale du Laos et du Cambodge).
Elenco dei Presidenti della Conferenza episcopale:
- Vescovo Etienne-Auguste-Germain Loosdregt, O.M.I. (1964 - 1978)
- Vescovo Thomas Nantha (1979 - 1984)
- Vescovo Jean-Baptiste Outhay Thepmany (1987 - 1995)
- Vescovo Yves-Georges-René Ramousse, M.E.P. (1995 - 2000)
- Vescovo Jean Khamsé Vithavong, O.M.I. (2000 - 2005)
- Vescovo Émile Jean Marie Henri Joseph Destombes, M.E.P. (2005 - dicembre 2009)
- Vescovo Louis-Marie Ling Mangkhanekhoun (dicembre 2009 - 2014)
- Vescovo Olivier Schmitthaeusler, M.E.P. (2014 - 30 novembre 2019)
- Cardinale Louis-Marie Ling Mangkhanekhoun (30 novembre 2019 - 2024)
- Presbitero Enrique Figaredo Alvargonzález, S.I., dal 2024

Elenco dei Vicepresidenti della Conferenza episcopale:
- Presbitero Bruno Cosme, M.E.P., dal 30 novembre 2019

Elenco dei Segretari generali della Conferenza episcopale:
- Vescovo Andrew Souksavath Nouane Asa, dal 30 novembre 2019